# Verificat
L'Associació Verificat és una entitat que es dedica a la verificació de fets i a l'educació mediàtica i informativa creada l'abril del 2019 per combatre la desinformació a Catalunya. El projecte es va crear com a independent i sense ànim de lucre inspirat amb les plataformes de l'International Fact-Checking Network.
Van iniciar el projecte abans de la campanya electoral de les eleccions locals de Barcelona de l'any 2019 les 6 persones següents: els actuals directors Alba Tobella i Lorenzo Marini, i les periodistes Roser Toll, Carola Solé, Carina Bellver i Eli Vivas. Des de 2020, Verificat forma part de l'International Fact Checking Network com a signant del seu Codi de Principis. Des de 2021, són membres de IBERIFIER, un projecte promogut per la Unió Europea per a un observatori de mitjans digitals i desinformació a Espanya i Portugal.
A més de la verificació de fets polítics i científics, Verificat es dedica a l'educació per al consum crític de la informació. El programa formatiu per a adolescents Desfake, que ofereix recursos formatius per a ajudar el professorat a portar l'alfabetització mediàtica a les aules, va començar a l'any 2020.